# Osvaldo Benavides
Osvaldo Benavides (ur. 14 czerwca 1979 w Meksyku) – meksykański aktor telewizyjny i filmowy, scenarzysta, producent, operator. Wystąpił jako Fernando „Nandito” de la Vega Rojo w telenoweli Maria z przedmieścia.

## Filmografia
- 1995-1996: Maria z przedmieścia jako Fernando „Nandito” de la Vega Rojo
- 1998: Paloma jako Simón Ortiz
- 2011: Zakazane uczucie jako Miguel Carmona
- 2013-2014: Za głosem serca jako Dimitrio Mendoza Giacinti

## Nagrody i nominacje
| Rok  | Nagroda            | Kategoria                    | Telenowela           | Rezultat  |
| ---- | ------------------ | ---------------------------- | -------------------- | --------- |
| 1996 | Premios TVyNovelas | Najlepszy aktor młodzieżowy  | Maria z przedmieścia | Wygrana   |
| 1998 | Premios TVyNovelas | Najlepszy aktor młodzieżowy  | Te sigo amando       | Wygrana   |
| 2014 | Premios Sol de Oro | Najlepszy aktor              | Za głosem serca      | Wygrana   |
| 2015 | Premios TVyNovelas | Najlepszy aktor drugoplanowy | Za głosem serca      | Wygrana   |
| 2016 | Premios TVyNovelas | Najlepszy protagonista       | A que no me dejas    | Nominacja |